# هانو لينتو
هانو بيتري لينتو (بالفنلندية: Hannu Lintu)‏ (من مواليد 13 أكتوبر 1967 ، راوما ، فنلندا) هو قائد موسيقي فنلندي.
درس لينتو البيانو والتشيلو في معهد توركو وفي أكاديمية سيبيليوس. كما درس القيادة الموسيقية مع أستو ألميلا، وفيما بعد مع يورما بانولا وإيري كلاس. شارك في إجراء دروس الماجستير مع إيليا موسين. فاز لينتو في مسابقة القيادة الموسيقية النوردية عام 1994 في بيرغن. تخرج من أكاديمية سيبيليوس عام 1996 بمرتبة الشرف. تولى لينتو تعيينًا بدوام جزئي كأستاذ السلوك في أكاديمية سيبيليوس في سبتمبر 2014.
من عام 1998 إلى عام 2001 ، كان لينتو قائدًا رئيسيًا لأوركسترا توركو الفيلهارمونية. في عام 2005 ، شغل منصب المدير الفني لمهرجان الأصوات الصيفية لمجموعة الموسيقى الفنلندية المعاصرة أفانتي Avanti. كان لينتو قائدًا رئيسيًا لأوركسترا تامبيري الفيلهارمونية من 2009 حتى 2013. في ديسمبر 2010 ، أعلنت أوركسترا راديو السيمفونية الفنلندية تعيين لينتو كقائد رئيسي ثامن لها، اعتبارًا من 1 أغسطس 2013 ، بعقد مبدئي من ثلاثة مواسم. حصل على لقب قائد رئيسي ضيف مع الأوركسترا لموسم 2012 و 2013. في أبريل 2016 ، أعلنت FRSO تمديد عقد لينتو كقائد رئيسي حتى عام 2021. في أبريل 2019 ، أعلنت FRSO أن لينتو سيختتم قيادته الرئيسية للأوركسترا في ختام موسم 2020-2021.  في مايو 2019 ، أعلنت الأوبرا والباليه الوطنية الفنلندية تعيين لينتو كقائد رئيسي لها، مع عقد ساري المفعول من 1 يناير 2022 إلى 30 يونيو 2026. 
شغل لينتو خارج فنلندا منصب القائد الرئيسي والمدير الفني لأوركسترا هيلسينجبورج السيمفونية من عام 2002 إلى 2005. وقام لينتو أولاً بقيادة أوركسترا RTÉ السيمفونية الوطنية في أيرلندا في يناير 2009. على أساس هذا الظهور، تم تعيينه كقائد رئيسي ضيف لأوركسترا RTÉ National Symphony Orkestra ، والذي دخل حيز التنفيذ في موسم 2010-2011. شغل منصب RTÉ هذا حتى مايو 2013.
يسكن لينتو في هلسنكي. وقد أجرى تسجيلات تجارية لماركات مثل Claves و Dacapo و Danacord و Hyperion و Naxos و Ondine.

## روابط خارجية
- هانو لينتو على موقع IMDb (الإنجليزية)
- هانو لينتو على موقع ميوزك برينز (الإنجليزية)
- هانو لينتو على موقع أول ميوزيك (الإنجليزية)
- هانو لينتو على موقع ديسكوغز (الإنجليزية)